# Европейски път Е11
Европейски път E11 е част от европейската пътна мрежа. Той започва във Виерзон и завършва в Безие. Дължината на пътя е 570 км и преминава изцяло през Франция.
Пътят преминава през най-високия мост в света – виадуктът Мийо, а също и покрай моста Гарабит.